# Altmannshausen Nordwest
Altmannshausen Nordwest ist eine Gemarkung im Stadtgebiet von Iphofen im unterfränkischen Landkreis Kitzingen.
Die Gemarkung mit der Nummer 1255 hat eine Fläche von etwa 186 Hektar und 79 Flurstücke und liegt vollständig im Stadtgebiet von Iphofen. Die Gemarkungsfläche ist deckungsgleich mit dem Waldgebiet Mönchsondheimer Holz dem früheren Mönchsondheimer Gemeindeholz.

## Umwelt
Die Fläche ist unbewohnt und liegt im Naturpark Steigerwald, Landschaftsschutzgebiet innerhalb des Naturparks Steigerwald (ehemals Schutzzone), Vogelschutzgebiet südlicher Steigerwald und FFH-Gebiet Vorderer Steigerwald mit Schwanberg.